# Codice di Madrid I
Il codice di Madrid I è un codice di Leonardo da Vinci conservato presso la Biblioteca nazionale di Spagna di Madrid.